# Xanthophyllomyces dendrorhous
Xanthophyllomyces dendrorhous är en svampart som beskrevs av Golubev 1995. Xanthophyllomyces dendrorhous ingår i släktet Xanthophyllomyces och familjen Cyfstofilobasidiaceae.   Inga underarter finns listade i Catalogue of Life.